# پالماس آربورئا
پالماس آربورئا (به ایتالیایی: Palmas Arborea) یک کومونه در ایتالیا است که در استان اریستانو واقع شده‌است.

## خصوصیات
پالماس آربورئا ۳۹٫۳ کیلومترمربع مساحت و ۱٬۳۶۶ نفر جمعیت دارد.